# 한스 폰 레발트
한스 폰 레발트(Hans von Lehwald, 1685년 6월 24일 - 1768년 11월 16일)는 프로이센의 원수였다. 또한 요한 폰 레발트(Johann von Lehwald)로도 알려져 있다. 그는 1700년에 군대에 입대하여, 7년 전쟁을 통해 스페인 계승 전쟁에서 모든 프로이센 현장 작전에 참여했다. 그는 프리드리히 대왕의 실레지아와 7년 전쟁에서 오스트리아와의 특별한 전쟁을 벌였다.

## 생애
레발트는 프로이센 공국의 라비아우 근교에 있는 레기텐에서 태어났다. 그의 어머니 마리 에스더는 프로이센의 유서깊은 프라이헤어 폰 데르 트랑크 가문 출신이었다.
레발트는 1699년에 척탄병 대대(Nr.18)에 입대하여 군복무를 시작했다. 그는 1702년부터 스페인 계승 전쟁에 참여했으며, 9월의 펜로 포위전에 고된 시련을 경험했다. 1704년 봄, 그의 대대는 블레넘 전투에서 싸웠고, 레발트는 9월 16일에 장교중사로 승진했다. 9월 29일부터 10월 6일까지 그는 아그노 포위전에 참여했다.
그는 이후 대북방 전쟁 중 스웨덴에 대항하여 1715년 포메라니아에서 작전에 참여했다.

### 오스트리아 계승 전쟁
프로이센이 오스트리아와 전쟁을 시작했을 때, 그는 브란덴부르크에 있는 레오폴트 폰 안할트 군대에 주둔하고 있었다. 1742년 프로이센의 레오폴트와 프리드리히 2세와 함께 실레지아로 행진했다. 거기서 그는 5월 17일 코투지츠 전투에 참가했다. 이 전투에서 프로이센의 성공은 브레슬라우 조약으로 이어졌다.

제2차 실레지아 전쟁에서 그는 상부 실레지아에서 마르비츠 장군과 함께 있었고, 1745년 2월 14일에 할베르슈베르트에서 오스트리아에 대항하여 특수부대를 지휘했다. 그곳에서의 그의 작전은 프리드리히의 믿음을 확고하게 했다. 프리드리히는 제1차 실레지아 전쟁이 끝난 후 1742년에 레발트에게 푸르 르 메리트를 수여 했다. 그리고 1744년 2월 4일에는 흑수리 훈장을 수여했다.
레발트는 1751년 1월 22일 원수로 승진했다. 프리드리히는 또한 그에게 청색 띠에 다이아몬드로 덮인 메달 초상화를 수여했다. 빌헬름 디트리히 폰 부덴브로크와 프리드리히 빌헬름 폰 도소우가 그 메달을 받은 유일한 인물들이었다.

### 7년 전쟁
1756년 정치적 긴장이 고조됨에 따라 프리드리히 대왕은 동프로이센에서 군대를 지휘하고 있던 레발트를 파견하여 1백명의 장교 선발권을 주고서, 그곳의 군대를 강화시키길 기대했다. 러시아의 육군 원수 스테판 표토로비치 아프락신은 약 55,000명의 군대를 지휘하여 1756년에 동프로이센에 입성하여 메멜을 점령하고, 그곳을 나머지 프로이센 지역을 침략할 기지로 삼았다. 아프락신은 대군으로 프로이센군을 포위하려 했지만, 레발트는 포위를 피했고, 대신 레발트의 2만 5천명의 병력은 바실리 루푸킨이 지휘하는 러시아 군단을 그로스예거스도르프에서 요격했다. 루푸킨은 전사했고, 나머지 아프락신 군대는 러시아 본대의 원조를 받았다. 레발트는 4,600명의 사상자를 냈지만, 아프락신은 7,000명을 잃었다. 아프락신은 쾨니히스베르크로 진군했지만, 그의 부대는 보급 부족으로 상당한 쇠퇴를 겪었다. 비록 레발트가 전투에서 군을 퇴각시키기는 했지만, 러시아군도 승리를 뒷받침하지 못했다. 아프락신은 러시아의 옐리자베타 페트로브나 황후가 사망했다는 허위 보고를 듣고 그 지방에서 퇴각했다. 그후 레발트는 슈트랄준트 봉쇄를 감독하고 스웨덴군을 발트해에 묶어두었다.
건강이 악화된 레발트는 베를린으로 전근을 갔고, 1759년에 베를린 총독이 되었다. 당시 레발트와 프리드리히 빌헬름 폰 자이들리츠는 1780년 10월 거의 무방비나 다름없었던 베를린과 포츠담에서 오스트리아군 15,000명과 러시아군 23,600명으로 구성된 연합군의 점령과 약탈을 막을 수 없었다. 레발트는 1768년에 쾨니히스베르크에서 사망했으며, 유디텐 교회에 매장되었다.

## 참고 문헌
- MacDonogh, Giles (2001). 《Frederick the Great: A Life in Deed and Letters》. 뉴욕: St. Martin's Griffin. 436쪽. ISBN 0-312-27266-9.
- Joachim Engelmann und Günter Dorn: Friedrich der Große und seine Generale, Friedberg 1988. (독일어)
- Bernhard von Poten: Lehwaldt, Hans von. In: Allgemeine Deutsche Biographie (ADB). Bd. 18, S. 166–67. (독일어)